# مائورو اسپوسیتو
ماورو اسپوزیتو (به ایتالیایی: Mauro Esposito) بازیکن فوتبال و اهل ایتالیا است که از سال ۲۰۰۴ میلادی عضو تیم ملی فوتبال ایتالیا بوده و در ۶ بازی ملی حضور داشته‌است. او در بازی‌های ملی‌اش گلی به ثمر نرساند.